# Lydia Ko
Lydia Ko (nombre completo: Bo-Gyung "Lydia" Ko) (Seúl, Corea del Sur, 24 de abril de 1997) es una golfista olímpica nacida en Corea del Sur, pero de nacionalidad neozelandesa que consiguió la medalla de bronce en los Juegos Olímpicos de Tokio 2020 y la de plata en los Juegos Olímpicos de Río de Janeiro 2016 y la medalla de Oro en los Juegos Olímpicos París 2024 y ganadora de dos majors.
En febrero de 2015 alcanzó el número 1 del ranking mundial con 17 años, siendo la golfista más joven en alcanzar este hito, tanto en categoría masculina, como femenina.
Ha sido la golfista más joven en conseguir un major, ganando el torneo Campeonato Evian con 18 años y posteriormente ganó su siguiente major, el ANA Inspiration, siendo la golfista más joven en conseguir dos majors.
En el año 2018, y como premio a su carrera deportiva, fue galardonada con la medalla al Orden del Mérito de Nueva Zelanda.

## Palmarés olímpico
| Juegos Olímpicos | Juegos Olímpicos         | Juegos Olímpicos  | Juegos Olímpicos |
| Año              | Lugar                    | Medalla           |                  |
| ---------------- | ------------------------ | ----------------- | ---------------- |
| 2021             | Tokio ( Japón)           | Medalla de bronce |                  |
| 2016             | Río de Janeiro ( Brasil) | Medalla de plata  |                  |
| 2024             | París ( Francia)         | Medalla de oro    |                  |